# Gregory Maguire
Gregory Maguire (ur. 9 czerwca 1954) – amerykański pisarz, autor książki Wicked: Życie i czasy Złej Czarownicy z Zachodu. Przekształca ona powieść Czarnoksiężnik z Krainy Oz autorstwa L. Franka Bauma z 1900 roku. Na jej podstawie w 2003 roku powstał musical Wicked.

## Publikacje

### Literatura dla dzieci
- The Lightning Time (1978)
- The Daughter of the Moon (1980)
- Lights on the Lake (1981)
- The Dream Stealer (1983)
- The Peace and Quiet Diner (1988)
- I Feel like the Morning Star (1989)
- Lucas Fishbone (1990)
- Missing Sisters  (1994)
- Oasis (1996)
- The Good Liar (1997)
- Crabby Cratchitt (2000)
- Leaping Beauty: And Other Animal Fairy Tales (2004)
- Cykl The Hamlet Chronicles:
  - Seven Spiders Spinning (1994)
  - Six Haunted Hairdos (1997)
  - Five Alien Elves (1998)
  - Four Stupid Cupids (2000)
  - Three Rotten Eggs (2002)
  - A Couple of April Fools (2004)
  - One Final Firecracker (2005)
- What-the-Dickens: The Story of a Rogue Tooth Fairy (2007)
- Missing Sisters (2009)
- Egg and Spoon (2014)

### Literatura dla dorosłych
- Cykl The Wicked Years:
  - Wicked: Życie i czasy Złej Czarownicy z Zachodu (1995)
  - Son of a Witch (2005)
  - A Lion Among Men (2008)
  - Out of Oz (2011)
- Confessions of an Ugly Stepsister (1999)
- Lost (2001)
- Mirror, Mirror (2003)
- The Next Queen of Heaven (2010)
- Tales Told in Oz (2012)
- After Alice (2015)
- Hiddensee: A Tale of the Once and Future Nutcracker (2017)
- A Wild Winter Swan (2020)

### Opowiadania
- Scarecrow (2001), opublikowane w Half-Human pod redakcją Bruce’a Coville’a
- Fee, Fie, Foe et Cetera (2002), opublikowane w The Green Man: Tales from the Mythic Forest
- The Oakthing (2004), opublikowane w  The Faery Reel: Tales from the Twilight Realm
- Chatterbox, opublikowane w  I Believe in Water: Twelve Brushes With Religion
- The Honorary Shepherds (1994), opublikowane w Am I Blue?:Coming Out From The Silence
- Beyond the Fringe (1998) opublikowane w A Glory of Unicorns
- The Seven Stage a Comeback (2000) opublikowane w  A Wolf at the Door and Other Retold Fairy Tales
- Matchless: A Christmas Story (2009)
- The Silk Road Runs Through Tupperneck, N.H. (2009), opublikowane w  How Beautiful the Ordinary: Twelve Stories of Identity
- In That Country (2012), opublikowane w Parnassus Literary Arts Magazine

### Literatura faktu
- Innocence and Experience: Essays and Conversations on Children’s Literature (wraz z Barbara Harrison) (1987)
- Origins of Story: On Writing for Children (wraz z Barbara Harrison) (1999)
- Making Mischief: A Maurice Sendak Appreciation (2009)